# Église Saint-Félix de Landos
L'église Saint-Félix est une église catholique située sur la commune de Landos, dans le département de la Haute-Loire, en France.

## Historique
L'édifice est classé au titre des monuments historiques en 1913.

## Architecture
Remarquable chapiteau historié à gauche du porche d'entrée représentant le jardin d’Éden avec Adam et Ève couvrant leur nudité. Sur le côté gauche, on reconnaît Ève tenant la pomme et écoutant le serpent qui est dans l'arbre de la connaissance du bien et du mal et qui lui parle à l'oreille. Un crapaud qui comme le serpent symbolise le mal, se tient au pied de l'arbre. A droite, Adam  se tient à côté du visage de Dieu. Juste en dessous du visage, on peut distinguer ce qui pourrait être une tête de chien, symbole de fidélité. A droite du visage, un fruit pendant d'une branche semble représenter l'arbre de vie.

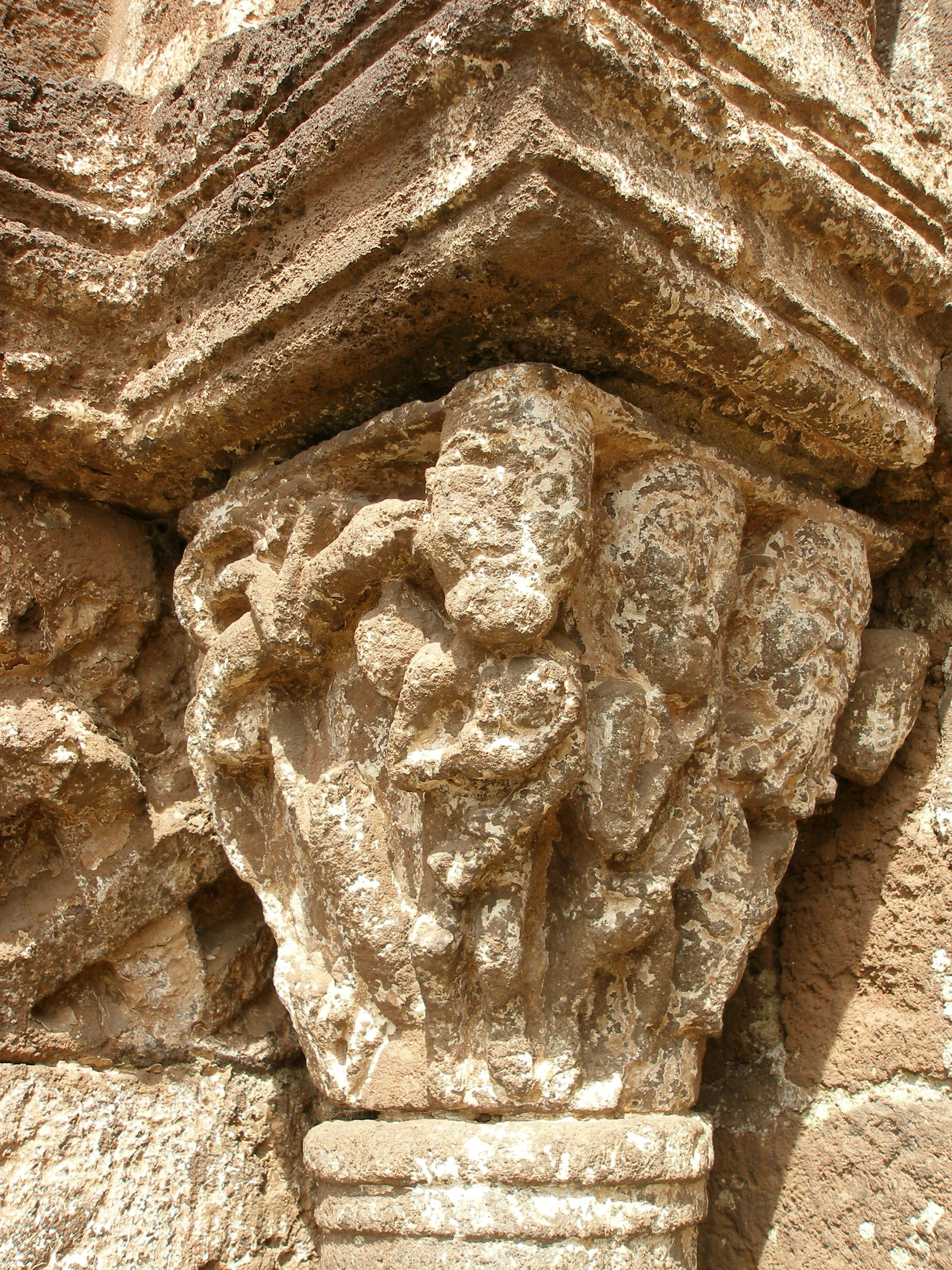
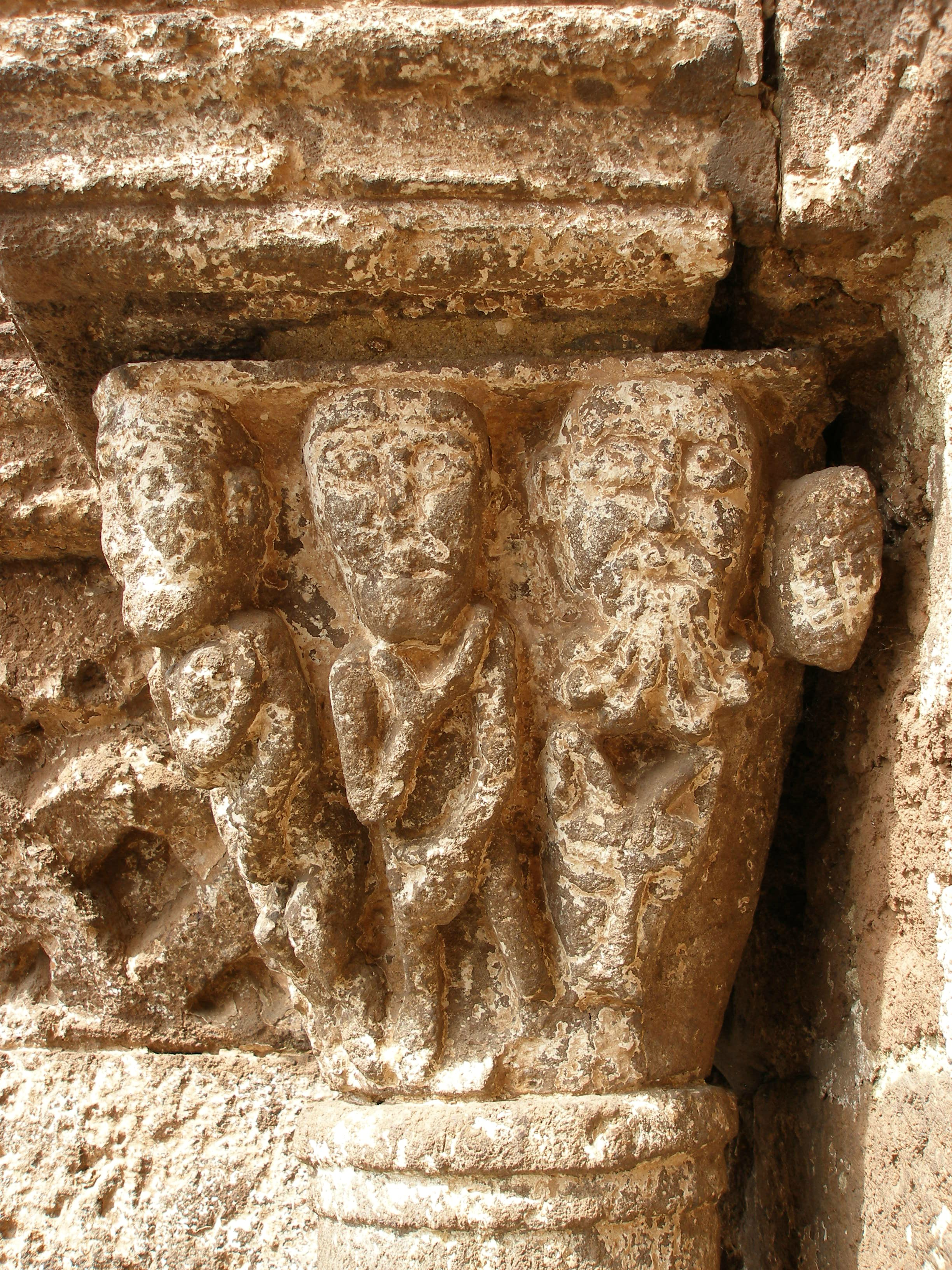